# Роман Склір (магістр)
Роман Склір (*Ρωμανός Σκληρός, д/н — 993) — державний та військовий діяч Візантійської імперії.

## Життєпис
Походив з аристократичного роду Склірів. Син Барди Скліра, доместіка схол Сходу. Розпочав кар'єру під орудою батька. У 970 році брав участь у придушенні заколоту Барди Фоки Молодшого.
У 976 році підтримав батька в повстанні проти імператорів Василя II та Костянтина VIII. Брав участь у боях проти імператорських військ до 979 року. Разом з батьком втік до хамданідів. Тут одружився з донькою місцевого еміра. Мешкав у Мосулі до 980 року, згодом у Багдаді.
Підтримував ідею об'єднання зусиль Склірів та Фок задля отримання влади. Але після захоплення батька у 987 році перейшов на бік імператора Василя II. У 989 році відмовив батька від нового виступу проти імператора. Згодом сприяв придушенню заколоту Льва Фоки, стратеги феми Антіохія. У 990 році на дяку отримав титул магістра та посаду стратега цієї феми.
У 991 році після смерті батька втратив свою посаду. Згодом відійшов від політичних справ. Помер у 993 році.

## Родина
- Василь, магістр, стратег феми Анатоліка
- донька
- Барда Склір. Його син Роман став проедром, а донька Марія — коханкою імператора Костянтина IX Мономаха